# Vana Tallinn

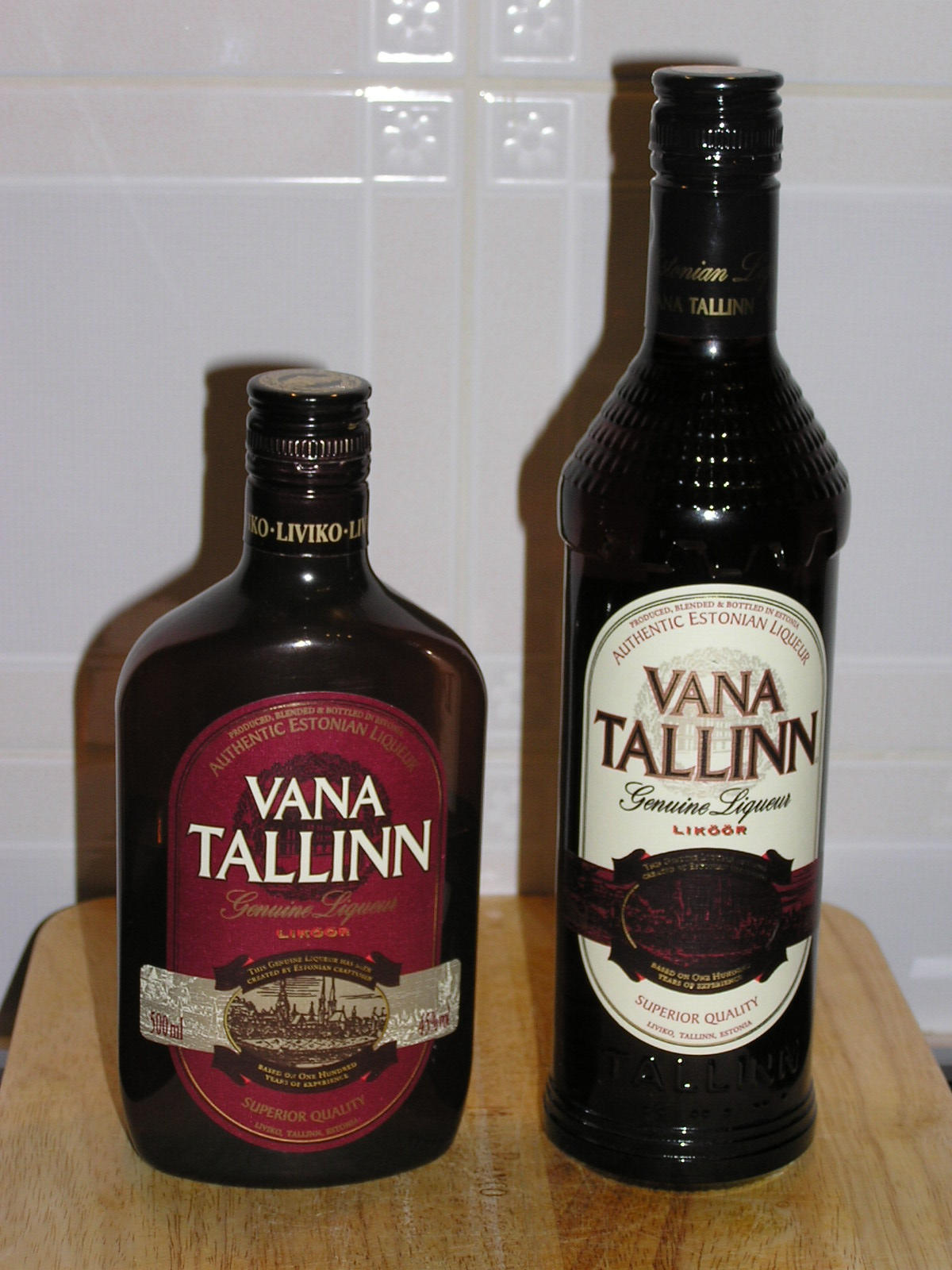
Bottiglie di Vana Tallinn

Il Vana Tallinn (letteralmente "Vecchia Tallinn") è un liquore estone, tipico della città di Tallinn, prodotto a partire dal 1960 nello stabilimento dell'azienda Liviko.

## Descrizione
Il liquore viene prodotto in diverse gradazioni alcoliche, 40%, 45% e 50% e recentemente è stata introdotta in commercio la variante cream al 16%.
Il liquore si presenta di colore ambrato con un sapore dolce e dal retrogusto di vaniglia, cannella e limone. 
È un liquore a base di rum, al quale durante la produzione vengono addizionati vari ingredienti e aromi quali vaniglia, cannella, cardamomo e oli essenziali di agrumi, che ne conferiscono il caratteristico sentore aromatico.

## Utilizzo
La sua caratteristica dolce e aromatica nasconde in realtà l'elevato contenuto alcolico, rendendolo potenzialmente pericoloso, specialmente in un cocktail chiamato "falce e martello", dove una parte di Vana Tallinn viene mescolata a quattro parti di champagne. 
Il cocktail è chiamato così, perché secondo la leggenda locale colpisce il bevitore alla testa (martello) e gli taglierebbe le gambe (falce), oltre al palese riferimento alla passata occupazione straniera sovietica.
Fra gli altri possibili usi, il Vana Tallinn si beve liscio o con ghiaccio come digestivo, si può mescolare con soda o latte per ottenere la variante cream, o si aggiunge al caffè nero per una versione "baltica" dell'Irish coffee.
È normalmente distribuito nei paesi baltici (Estonia, Lettonia e Lituania), in Finlandia, praticamente in tutti i paesi dell'Europa dell'est e, dal 2007, anche negli Stati Uniti d'America.